# Guillaume du Vair

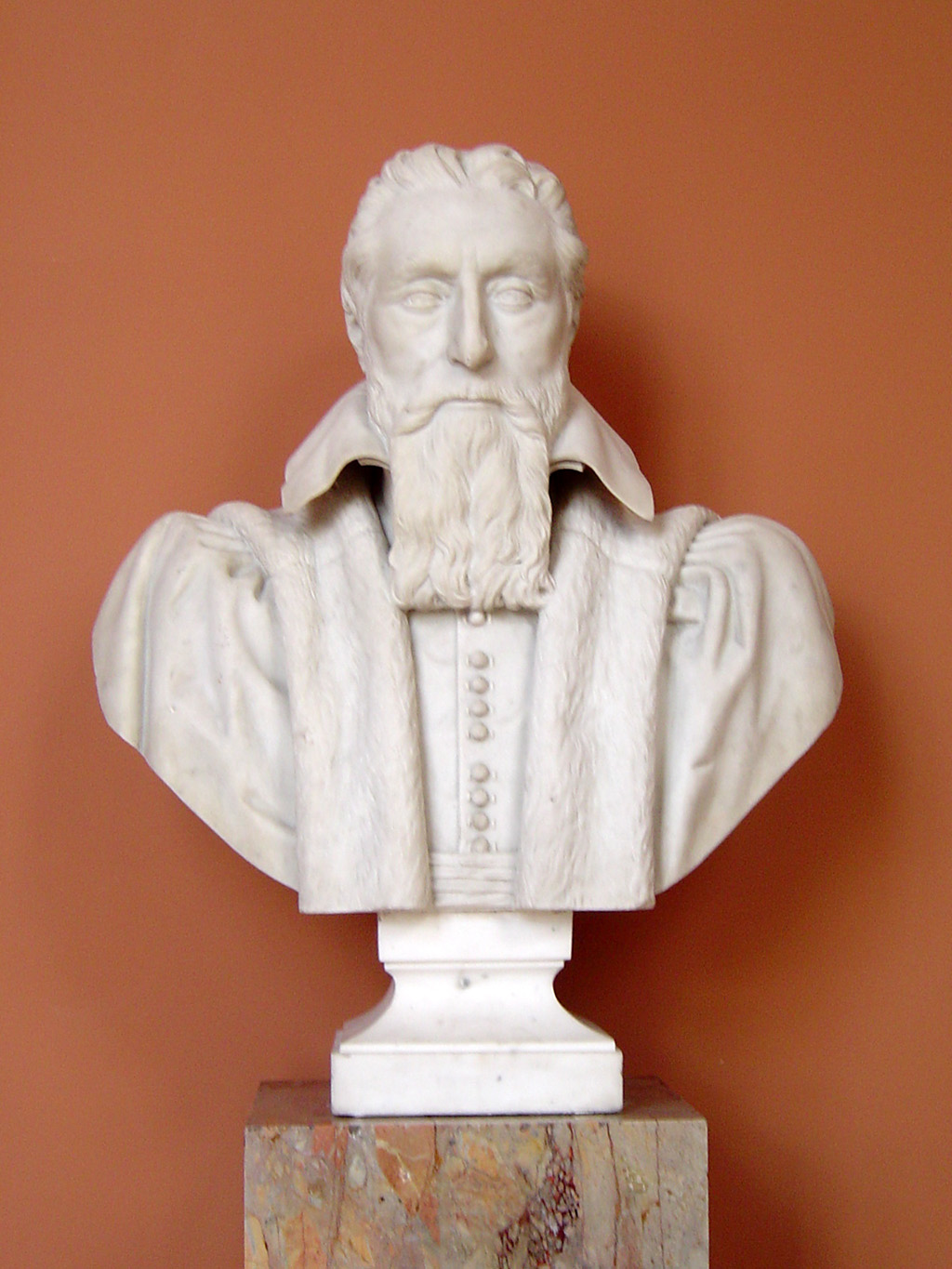
Guillaume Du Vair

Guillaume du Vair (París, 1556-Tonens, Olt i Garona 1621) fou un polític, sacerdot i filòsof francès. Va ser conseller del Parlament de París el 1584, on va donar la candidatura del futur Enric IV de França, qui li va donar càrrecs i li va nomenar primer president del Parlament de Provença el 1599. El 1620 fou ordenat bisbe de Lisieux i fou també guardià dels segells de Lluís XIII. També destacà com a filòsof, amb obres que pretenen unir cristianisme i estoïcisme, filosofia que va conèixer traduint les obres de Charles Cotton.

## Obres
- De l'Éloquence françoise et des raisons pourquoy elle est demeurée si basse (1590).
- Le Manuel d'Épictète, suivi des réponses à l'empereur Hadrien et translaté en langue française par Guillaume Du Vair (1591)
- De la constance et consolation és calamitez publiques (1594) Text en línia
- Remonstrance aux habitants de Marseille faicte le vingt-troisiesme jour de décembre 1596 (1596) Text en línia
- Harangue faicte à la Royne (1600)
- Harangue à très haulte et très illustre princesse Marie de Médicis, royne de France, à son arrivée à Marseille (1601)
- La Saincte Philosophie, avec plusieurs traitez de piété (1603) Text en línia
- De la prière (1606).
- Recueil des harangues et traictez du Sr. Du Vair (1606)
- Arrêts sur quelques questions notables, prononcez en robbe rouge au Parlement de Provence (1606)
- Lettres de Messieurs les Chancelier (Brulart de Sillery), Garde des Sceaux (Du Vair), et President Jeannin, escrites a la Royne Mere (1619) Text en línia
- Aristotelis Operum (1619)

Publications posthumes
- Les Œuvres de messire Guillaume Du Vair, reveues par l'autheur avant sa mort et augmentées de plusieurs pièces non encore imprimées (1641). Text en línia
- Mémoires de Marguerite de Valois, suivis des anecdotes inédites de l'histoire de France pendant les XVIe et XVIIe siècles tirées de la bouche de M. le garde des sceaux Du Vair et autres, publicat amb notes de Ludovic Lalanne (1858).Text en línia
- Lettres inédites de Guillaume Du Vair, publicat per Philippe Tamizey de Larroque, Paris : A. Aubry, Paris, 1873 Text en línia
- Actions et traictez oratoires, edició crítica publicada per René Radouant, E. Cornély, Paris, 1911.
- Premières œuvres de piété, edició crítica per Bruno Petey-Girard, H. Champion, Paris, 2002.